# Joe Gill
Joe Gill   (Scranton, 13 de juliol de 1919 - Seymour, 17 de desembre de 2006) va ser un escriptor de revistes nord-americà i un guionista de còmics molt prolífic. La major part del seu treball va ser per a Charlton Comics, on va co-crear els superherois Captain Atom, Peacemaker i Judomaster, entre d'altres. Els historiadors del còmic consideren a Gill un dels principals candidats com l'escriptor més prolífic del camp del còmic. Segons l'historiador i columnista Mark Evanier, Gill "va escriure un nombre sorprenent de còmics. A la seva categoria hi ha mitja dotzena com ell. Si algú tornés i digués que ha set el mes prolífic, ningú s'estranyaria."

## Biografia
Nascut a Scranton, Pennsilvània, Gill va començar a escriure per a còmics per a Timely Comics, amb seu a la ciutat de Nova York, el primer predecessor de Marvel Comics, durant el període de la dècada de 1940 que els aficionats i historiadors anomenen l'Edat d'Or dels còmics. La gran majoria de la seva obra no es va signar, tant a la manera d'aquella època com durant la seva posició de redactor de personal en una empresa des dels anys cinquanta fins als vuitanta, la qual cosa va fer difícil o impossible compilar una bibliografia completa.
A més, les històries de Gill Timely es van escriure, sovint amb pseudònims per a Funnies, Inc., un "empaquetador" subcontractat que creava còmics sota demanda per als editors que provaven les aigües del nou mitjà d'aleshores. El seu primer crèdit confirmat és la història de text d'una pàgina "Following Orders" a Novelty Press ' Target Comics vol. 8, núm. 11 (núm. 89), portada del gener de 1948.
Tal com Gill va recordar el seu inici en el negoci, a través del seu germà, Ray Gill, "El meu germà era editor de Funnies, Inc., un servei editorial que empaquetava còmics per a editorials. Van posar [l'editor] Martin Goodman, que [va ser propietari] de Marvel més tard, en còmics, i van fer els primers [cómics] a l'oficina del meu germà". Es diu que Gill es troba entre els escriptors que van escriure Captain America per Timely després de la marxa dels creadors de personatges Joe Simon i Jack Kirby a finals de 1941.
Al voltant d'aquesta època, Gill va conèixer el futur novel·lista de detectius Mickey Spillane, un amic de tota la vida, que també va començar a escriure per a Funnies, Inc. Després del servei militar a la Segona Guerra Mundial com a operador de ràdio de la Marina dels EUA, en què, segons la tradició familiar, el vaixell de Gill va ser torpedejat per un submarí japonès i la senyalització de Gill per demanar ajuda enmig de l'enfonsament va provocar el rescat de moltes mans.

### Charlton els Còmics i l'edat de plata
A Charlton, a principis de la dècada de 1950, Gill es va convertir en l'escriptor principal de la companyia durant els següents trenta anys. Era conegut per la seva velocitat, sovint acabant un guió de còmics complet en un dia i escrivint entre 100 i 125 pàgines a la setmana en diversos gèneres, des de la ficció policial fins a la ciència-ficció, el romanç i les històries de guerra. Els superherois eren una part menor de Charlton; Gill va crear un dels seus primers, Zaza the Mystic .
El 1960, quan la indústria tornava als superherois pel que es coneixeria com l'Edat de Plata dels còmics, Gill i el llegendari cocreador de Spider-Man de Marvel Comics, Steve Ditko, van crear l'astronauta. Capità Atom convertit en heroi atòmic al títol d'antologia de ciència-ficció Space Adventures #33 (març de 1960).

### Vida i carrera posteriors
Quan Giordano va ser contractat al líder de la indústria DC Comics el 1969, va encarregar guions a Gill per a títols com The Secret Six i la propietat amb llicència de joguines Hot Wheels. Gill va continuar treballant regularment a Charlton al llarg d'aquest període, sobretot en el llargmetratge de la guerra del Vietnam " Shotgun Harker and Chicken " per al títol de guerra de Charlton Fightin' Marines.
El 1975, Gill i l'artista John Byrne van co-crear la sèrie post-apocalíptica Doomsday + 1 (1976–1977), el primer crèdit de creador de sèries per a la futura estrella de la indústria Byrne.
Quan Charlton Comics va deixar de publicar-se el 1986, Gill es va retirar del guió de còmics, excepte per una història ocasional independent per a DC. El seu darrer crèdit enregistrat és com un dels coloristes del còmic de superherois de premsa petita Ebony Warrior núm. 2 (juny-juliol de 1993), publicat per Ania . Va aparèixer com a convidat, amb els exalumnes de Charlton Willie Franz i Sam Glanzman, en un panell de convencions de còmics de la ciutat de Nova York, emès el 21 de novembre de 2000 al programa de ràdio WBAI ' Nuff Said!
Gill, que va patir complicacions per una caiguda al Shady Knoll Health Center de Seymour, Connecticut, i que en l'última part de la seva vida va passar molt de temps al Doyle Senior Center, jugant al billar al matí i al pòquer a la tarda, va morir. de causes no revelades als 87 anys a Seymour. No hi va haver cap funeral, segons els seus desitjos, i el seu únic parent supervivent, la neboda Carol Anderson, va portar les seves cendres a un cementiri de Bridgeport, Connecticut, on estan enterrats la seva dona i el seu fill.

## Premis
- 1974 Premi Shazam - nominació al millor escriptor (divisió d'humor)[7]
- Premi Bill Finger 2020 a títol pòstum[8]